# Dendropsophus branneri
Dendropsophus branneri és una espècie de granota que viu al Brasil.